# فرانسواز هاردي
فرانسواز هاردي (17 يناير 1944 – 11 يونيو 2024) هي مغنية فرنسية معروفة على الصعيد العالمي، ولدت في 17 يناير 1944 في العاصمة الفرنسية باريس، لأب يعمل في البناء وأم فقيرة حيث انفصل والداها وهي في عمر الرابعة عشر، ولكنها واصلت الدراسة وتحصلت على البكالوريا سنة 1961.
درست في السربون الموسيقى، وتعلمت العزف على القيثار، ثم بعدها تعرفت على صديقها المغني والموسيقار جاك ديترون، الذي تعيش معه منذ 1967. أصدرت أكثر من 20 ألبومًا بالفرنسية والإنجليزية والإيطالية والألمانية وغيرها من اللغات، وكل أغانيها عن الحب والعشق والحياة.

## الوفاة
توفيت فرانسواز هاردي في 11 يونيو 2024 عن عمر ناهز الثمانين.

## روابط خارجية
- فرانسواز هاردي على موقع IMDb (الإنجليزية)
- فرانسواز هاردي على موقع ميتاكريتيك (الإنجليزية)
- فرانسواز هاردي على موقع روتن توميتوز (الإنجليزية)
- فرانسواز هاردي على موقع مونزينجر (الألمانية)
- فرانسواز هاردي على موقع قاعدة بيانات الأفلام العربية
- فرانسواز هاردي على موقع ألو سيني (الفرنسية)
- فرانسواز هاردي على موقع ميوزك برينز (الإنجليزية)
- فرانسواز هاردي على موقع أول موفي (الإنجليزية)
- فرانسواز هاردي على موقع قاعدة بيانات الأفلام السويدية (السويدية)
- فرانسواز هاردي على موقع إن إن دي بي (الإنجليزية)